# O.N.I.F.C.
O.N.I.F.C. (akronim od słów z ang. Only Nigga in First Class – Jedyny Czarnuch w Pierwszej Klasie lub ocenzurowany One Night in First Class – Jedna Noc w Pierwszej Klasie) to drugi solowy album amerykańskiego rapera Wiza Khalify wydany nakładem Atlantic Records oraz wytwórni samego rapera – Rostrum Records. Tytuł wzorowany był na albumie H.N.I.C. The Prodigy. Data wydania krążka była wielokrotnie zmieniana – początkowo był to 28 sierpnia 2012, później 18 września, jednak za ostateczną podana została data 4 grudnia. Celem promocji Khalifa wydał mixtape pod tytułem Taylor Allderdice, który ukazał się 13 marca 2012, a jego nazwa pochodzi od szkoły do której uczęszczał raper – Taylor Allderdice High School w Pittsburghu.
W czerwcu 2016, za sprzedaż ponad 1 mln egzemplarzy w Stanach Zjednoczonych, album uzyskał platynowy certyfikat.
Do tej pory zostały wydane cztery single:
- „Work Hard, Play Hard” (24 kwietnia 2012)[12]
- „Remember You” (24 września 2012)[13]
- „It’s Nothin” (15 października 2012)
- „The Bluff” (20 listopada 2012)[14]

Gościnnie na płycie pojawili 2 Chainz, Cam’ron, Courtney Noelle, Juicy J, Pharrell Williams, The Weeknd.

## Lista utworów
Opracowano na podstawie źródła:
1. „Intro”
2. „Paperbond”
3. „Bluffin'”
4. „Let It Go”
5. „The Bluff” (gośc. Cam’ron)
6. „Work Hard, Play Hard”
7. „Got Everything” (gośc. Courtney Noelle)
8. „Fall Asleep”
9. „Time”
10. „It's Nothin'” (gośc. 2 Chainz)
11. „Rise Above” (gośc. Pharrell Williams)
12. „Initiation”
13. „Up in It”
14. „No Limit”
15. „The Plan” (gośc. Juicy J)
16. „Remember You” (gośc. The Weeknd)
17. „Medicated”

Dodatkowo w wersji iTunes Deluxe Edition mają się pojawić trzy bonusowe utwory oraz specjalne wideo.